# Heiny Srour
Pour les articles homonymes, voir Srour.
Heiny Srour, née le 23 mars 1945, est une réalisatrice libanaise. Elle est la première femme réalisatrice arabe à avoir fait un film, Saat El Tahrir Dakkat ou L'Heure de la libération est arrivée, sélectionné au Festival de Cannes.
Elle défend les droits des femmes par le biais de ses films, de ses écrits et du financement d'autres cinéastes. Pour Heiny Srour, la société arabe opprime les femmes et les maintient dans un rôle subordonné, ce qui les empêche de créer des œuvres d'art.

## Carrière
Née en 1945 à Beyrouth, Heiny Srour étudie la sociologie à l'université américaine de Beyrouth, puis obtient un doctorat en anthropologie sociale à la Sorbonne. Son premier film, Pain de nos montagnes (1968, 3 ', 16mm) est perdu pendant la guerre civile libanaise.
Tourné entre 1971 et 1974, son film L’heure de la libération a sonné, qui traite d’un soulèvement à Oman est sélectionné pour participer au Festival de Cannes en 1974. Il fait de Heiny Srour la première réalisatrice arabe à présenter un film pour le festival international,. Il est d'ailleurs vraisemblable que son film documentaire L'Heure de la libération est arrivée soit en fait le premier film d'une réalisatrice à être présenté au festival.
En 1975, Heiny Srour se trouve à Londres lorsqu'elle apprend la fermeture de l'aéroport de Beyrouth en raison de la guerre civile libanaise. Sans argent et loin de son pays, elle apprend l'anglais tout en gagnant péniblement sa vie.
En 1976, elle publie Femme, arabe et… cinéaste. Il s'agit d'un manifeste politique dans lequel elle raconte les difficultés rencontrées sur le pour devenir cinéaste. 
En 1978, avec la réalisatrice tunisienne Salma Baccar et l'historienne du cinéma arabe Magda Wassef, elle annonce la création d'un fonds d'assistance et de soutien pour la libre expression des femmes dans le cinéma.
Sous l'impulsion de Tahar Cherria, fondateur des Journées cinématographiques de Carthage, elle se remet à l'écriture et  participe à une compétition où elle présente le scénario de Leila et les loups. Son scénario reçoit un prix et un soutien financier pour sa réalisation. Ce long métrage revient sur les évènements socio-historiques de la Palestine et du Liban, de 1900 à 1980. Avec ce film, la réalisatrice réinvente une forme de narration empruntée au conte traditionnel des Mille et une nuits. Le film est restauré et ressort en salle en 2025.

## Filmographie

### Longs métrages
- L'heure de la libération a sonné (1974, 62 ', 16mm)
- Leila et les Loups (1984, 90 ', 16mm) [1],[9]

### Courts métrages et documentaires
- The Singing Sheikh (1991, 10 ', vidéo)
- Les yeux du cœur (1998, 52 ', vidéo)
- Femmes du Vietnam (1998, 52 ', vidéo)
- Woman Global Strike 2000 (2000, vidéo)